# Petria Thomas
Petria Ann Thomas (Lismore, 25 augustus 1975) is een voormalig Australisch zwemster.
Zij completeerde haar erelijst als internationaal topzwemster door bij de Olympische Spelen van 2004 in Athene drie gouden medailles te winnen. Het betekende de kroon op het werk van de Australische specialiste op de vlinderslag, die in 2003 voor de derde keer een schouderoperatie moest ondergaan en zodoende de wereldkampioenschappen in Barcelona miste. Haar bijnamen luiden Chong en Bionic Butterflyer.

## Internationale erelijst

### 1993
Wereldkampioenschappen kortebaan (25 meter) in Palma de Mallorca:
- Derde op de 200 meter vlinderslag 2.09,40
- Tweede op de 4x100 meter wisselslag 4.00,17

### 1996
Olympische Spelen in Atlanta:
- Tweede op de 200 meter vlinderslag 2.09,82

### 1998
Wereldkampioenschappen langebaan (50 meter) in Perth:
- Derde op de 100 meter vlinderslag 58,97
- Tweede op de 200 meter vlinderslag 2.09,08
- Tweede op de 4x100 meter wisselslag 4.05,12
- Derde op de 4x200 meter vrije slag 8.04,19

Gemenebestspelen (langebaan) in Kuala Lumpur:
- Eerste op de 100 meter vlinderslag
- Eerste op de 4x100 meter wisselslag

### 1999
Wereldkampioenschappen kortebaan (25 meter) in Hongkong:
- Tweede op de 200 meter vlinderslag 2.06,53
- Tweede op de 4x100 meter wisselslag 4.00,37

### 2000
Olympische Spelen (langebaan) in Sydney:
- Vierde op de 100 meter vlinderslag 58,49
- Derde op de 200 meter vlinderslag 2.07,12
- Tweede op de 4x200 meter vrije slag 7.58,52
- Tweede op de 4x100 meter wisselslag 4.01,59

### 2001
Wereldkampioenschappen langebaan (50 meter) in Fukuoka:
- Vijfde op de 50 meter vlinderslag 26,91
- Eerste op de 100 meter vlinderslag 58,27
- Eerste op de 200 meter vlinderslag 2.06,73
- Zesde op de 4x100 meter vrije slag 3.42,01
- Eerste op de 4x100 meter wisselslag 4.01,50

### 2002
Wereldkampioenschappen kortebaan (25 meter) in Moskou:
- Tweede op de 50 meter vlinderslag 26,36
- Tweede op de 100 meter vlinderslag 57,91
- Eerste op de 200 meter vlinderslag 2.05,76
- Tweede op de 4x100 meter vrije slag 3.35,97
- Vierde op de 4x100 meter wisselslag 3.57,70
- Derde op de 4x200 meter vrije slag 7.49,50

Gemenebestspelen (langebaan) in Manchester:
- Eerste op de 50 meter vlinderslag 26,66
- Vijfde op de 100 meter vrije slag 55,99
- Eerste op de 100 meter vlinderslag 58,57
- Derde op de 200 meter vrije slag 2.00,07
- Eerste op de 200 meter vlinderslag 2.08,40

Pan Pacific Games (langebaan) in Yokohama:
- Tweede op de 100 meter vlinderslag 58,11
- Eerste op de 200 meter vlinderslag 2.08,31
- Eerste op de 4x100 meter vrije slag 3.39,78
- Eerste op de 4x100 meter wisselslag 4.00,50
- Tweede op de 4x200 meter vrije slag 7.59,25

### 2004
Olympische Spelen in Athene:
- Eerste op de 100 meter vlinderslag 57,72
- Tweede op de 200 meter vlinderslag 2.06,36
- Eerste op de 4x100 meter vrije slag 3.35,94
- Eerste op de 4x100 meter wisselslag 3.57,32
- Vierde op de 4x200 meter vrije slag 7.57,40

1956: Shelley Mann ·
1960: Carolyn Schuler ·
1964: Sharon Stouder ·
1968: Lyn McClements ·
1972: Mayumi Aoki ·
1976: Kornelia Ender ·
1980: Caren Metschuck ·
1984: Mary T. Meagher ·
1988: Kristin Otto ·
1992: Qian Hong ·
1996: Amy Van Dyken ·
2000: Inge de Bruijn ·
2004: Petria Thomas ·
2008: Libby Trickett ·
2012: Dana Vollmer ·
2016: Sarah Sjöström ·
2020: Margaret MacNeil · 
2024: Torri Huske
1912: Moore, Fletcher, Speirs, Steer ·
1920: Woodbridge, Schroth, Guest, Bleibtrey ·
1924: Donnelly, Ederle, Lackie, Wehselau ·
1928: Lambert, Osipowich, Saville, Norelius ·
1932: Johns, Saville, McKim, Madison ·
1936: Selbach, Wagner, den Ouden, Mastenbroek ·
1948: Corridon, Kalama, Helser, Curtis ·
1952: I. Novák, Temes, É. Novák, Szőke ·
1956: Fraser, Leech, Morgan, Crapp ·
1960: Spillane, Stobs, Wood, von Saltza ·
1964: Stouder, de Varona, Watson, Ellis ·
1968: Barkman, Gustavson, Pedersen, Henne ·
1972: Babashoff, Barkman, Kemp, Neilson ·
1976: Peyton, Sterkel, Babashoff, Boglioli ·
1980: Krause, Metschuck, Diers, Hülsenbeck ·
1984: Johnson, Steinseifer, Torres, Hogshead ·
1988: Otto, Meißner, Hunger, Stellmach ·
1992: Haislett, Martino, Thompson, Torres ·
1996: Martino, Van Dyken, Fox, Thompson ·
2000: Van Dyken, Shealy, Thompson, Torres ·
2004: Mills, Lenton, Thomas, Henry ·
2008: Dekker, Kromowidjojo, Heemskerk, Veldhuis ·
2012: Coutts, C. Campbell, Elmslie, Schlanger ·
2016: McKeon, Elmslie, B. Campbell, C. Campbell ·
2020: B. Campbell, Harris, McKeon, C. Campbell ·
2024: O'Callaghan, Jack, McKeon, Harris
1960: Burke, Kempner, Schuler, von Saltza ·
1964: Ferguson, Goyette, Stouder, Ellis ·
1968: Hall, Ball, Daniel, Pedersen ·
1972: Belote, Carr, Deardurff, Neilson ·
1976: Richter, Anke, Pollack, Ender ·
1980: Reinisch, Geweniger, Pollack, Metschuck ·
1984: Andrews, Caulkins, Meagher, Hogshead ·
1988: Otto, Hörner, Weigang, Meißner ·
1992: Loveless, Nall, Ahmann-Leighton, Thompson ·
1996: Botsford, Beard, Martino, Van Dyken ·
2000: Bedford, Quann, Thompson, Torres ·
2004: Rooney, Jones, Thomas, Henry ·
2008: Seebohm, Jones, Schipper, Trickett ·
2012: Franklin, Soni, Vollmer, Schmitt ·
2016: Baker, King, Vollmer, Manuel ·
2020: K. McKeown, Hodges, E. McKeon, Campbell ·
2024: Smith, King, Walsh, Huske